# Maxera obumbrata
Maxera obumbrata är en fjärilsart som beskrevs av Walker 1865. Maxera obumbrata ingår i släktet Maxera och familjen nattflyn. Inga underarter finns listade i Catalogue of Life.